# Треторнези (Кјети)
Trettornesi (итал. Trettornesi
| слика = 
| опис_слике = 
| држава =  Италија) је насеље у Италији у округу Кјети, региону Абруцо.
Према процени из 2011. у насељу је живело 63 становника. Насеље се налази на надморској висини од 235 м.